# Giovanni Tortoli
Giovanni Tortoli (Firenze, 7 novembre 1832 – Firenze, 4 febbraio 1914) è stato un linguista e filologo italiano.

## Biografia
Affiliato all'Accademia della Crusca dal 1858, ne divenne nel 1905 "Arciconsolo" (carica che conservò fino alla morte e che passò a Isidoro Del Lungo venendo trasformata in quella di "Presidente"). Partecipò attivamente alle attività accademiche, e ne difese le scelte in scritti tra cui si ricordano principalmente Il vocabolario della Crusca e un suo critico (Firenze, Sansoni, 1876) e Alle accuse di mala fede e di menzogna date dal signor Alfonso Cerquetti: risposta di Giovanni Tortoli seguita da un'appendice concernente il signor Pietro Fanfani (Firenze, Carnesecchi, 1877). Come filologo curò l'edizione delle Commedie inedite di Giovanni Maria Cecchi (Firenze, Barbèra, 1855), delle Commedie e satire di Lodovico Ariosto (Firenze, Barbèra, 1856), dei Miracoli della Madonna e Storia della Samaritana: scritture inedite del secolo XIV (Firenze, Cellini, 1898), delle Rime pie edite e inedite di Dolcibene de' Tori (Prato, Passerini, 1904).